# Masques hahoetal
Les masques hahoetal (hanja : 河回탈 및 屛山탈) sont les masques coréens traditionnels portés lors de la cérémonie Hahoe Pyolshin-gut t'al nori (Hahoe byeolsingut talnori (en)), qui remonte au XIIe siècle. Ils représentent les personnages types nécessaires pour interpréter les rôles des danses rituelles incluses dans la cérémonie. 
Ces masques sont originaires du village de Hahoe et du seowon Byeongsan, dans la province du Gyeongsang du Nord, en Corée du Sud. Ils font partie du patrimoine coréen et le plus ancien masque Hahoe est exposé au Musée national de Corée. Les masques hahoetal sont considérés comme l'une des images les plus belles et les plus connues de la culture coréenne. 
Le gouvernement sud-coréen a désigné les masques comme trésors nationaux de la Corée du Sud no 121 et la danse du Pyolshin-gut Ta'l nori comme "bien culturel immatériel important no 69". La Société de préservation de la danse des masques et du théâtre de Hahoe  présente la danse chaque semaine au village traditionnel de Hahoe pour les touristes, tandis que la ville d'Andong accueille un festival international de danse de masques chaque année en octobre.

## Légende

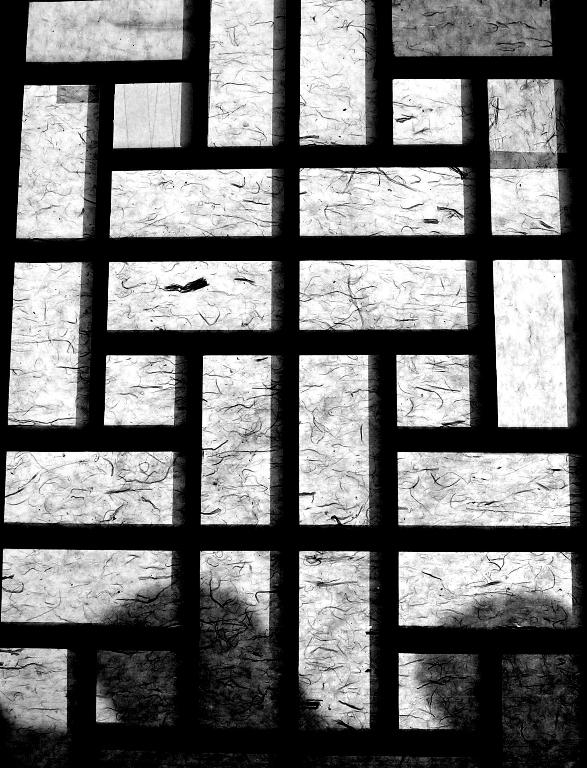
Une fenêtre en papier coréen

L'origine exacte des masques hahoetal n'est pas clairement connue, bien qu'il existe une légende. Un jeune homme nommé Hur reçut en rêve des instructions de sa divinité protectrice locale pour construire les masques. Ces ordres énonçaient qu'il devait créer tous les masques en privé, à l'insu de tout autre être humain. Il s'enferma dans sa maison, accrochant une corde de autour de sa demeure pour empêcher quiconque d'entrer pendant qu'il terminait sa tâche. Une jeune femme amoureuse de Hur s'impatienta après ne pas l'avoir vu pendant plusieurs jours. Elle décida de l'observer secrètement en faisant un petit trou dans sa fenêtre en papier. Une fois les règles des divinités transgressées, Hur se mit immédiatement à vomir et à faire des hémorragies, mourant sur place. On dit qu'il travaillait sur le masque final d'Imae (ko) lorsqu'il est mort, le laissant inachevé et sans menton. La fille mourut de culpabilité et le cœur brisé. Les villageois ont pratiqué un exorcisme permettant à leurs âmes d'être élevées au rang de divinité locale, et ils ont pu se marier dans l'au-delà. La cérémonie rituelle Hahoe Pyolshin-gut a été élaborée pour les honorer et consoler leurs âmes tourmentées.

## Construction des masques

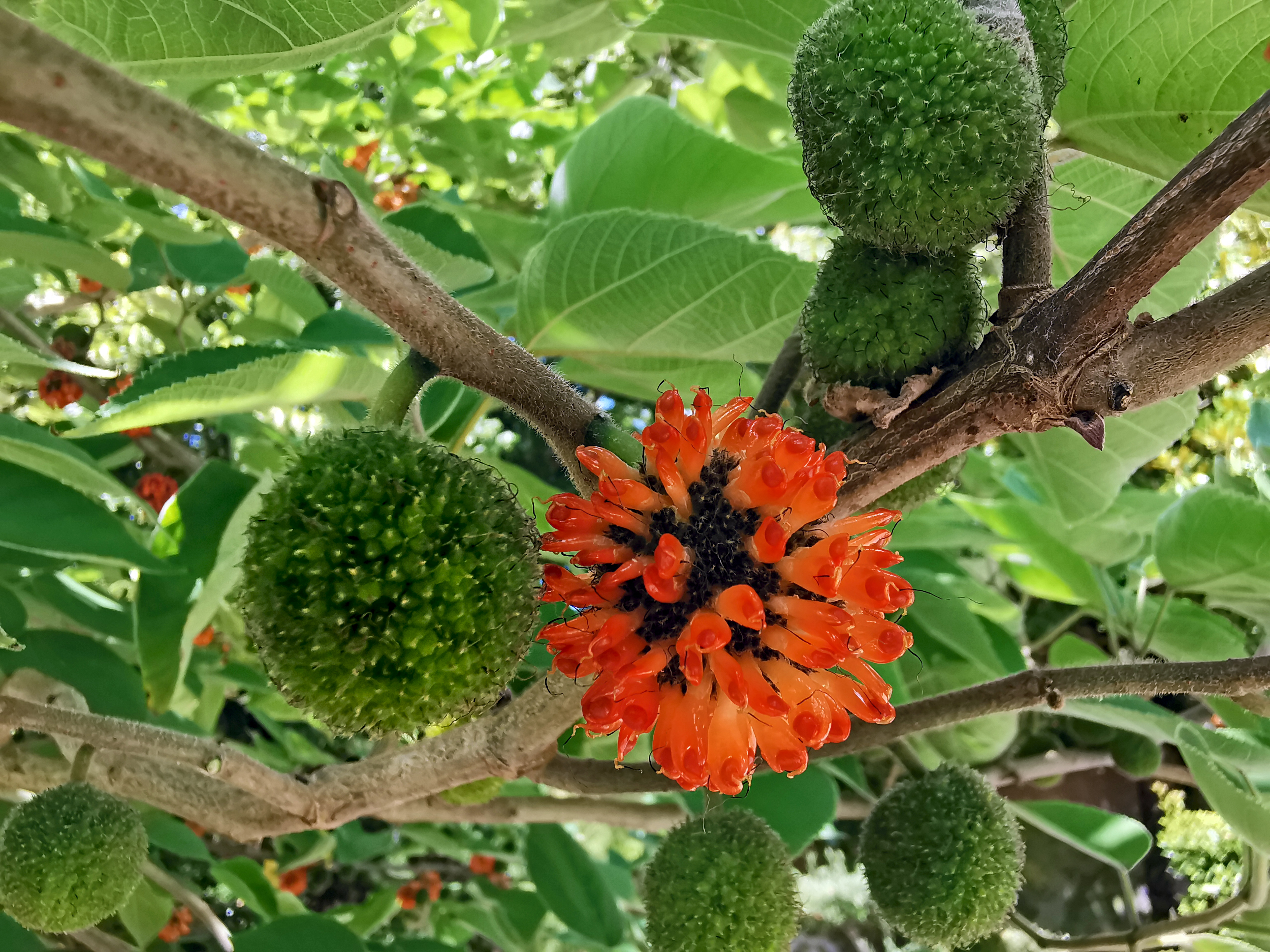
Le mûrier à papier
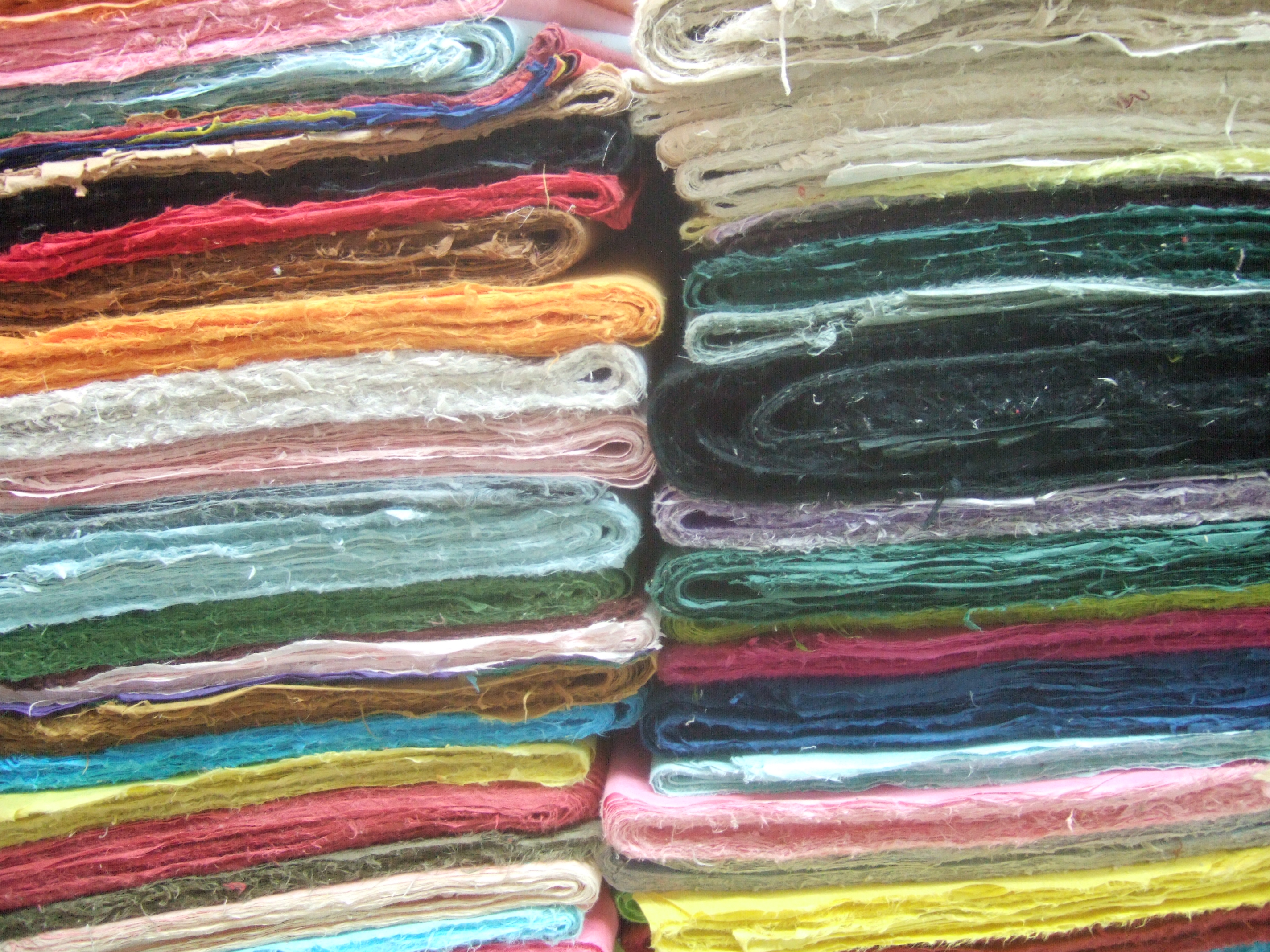
Du papier coréen
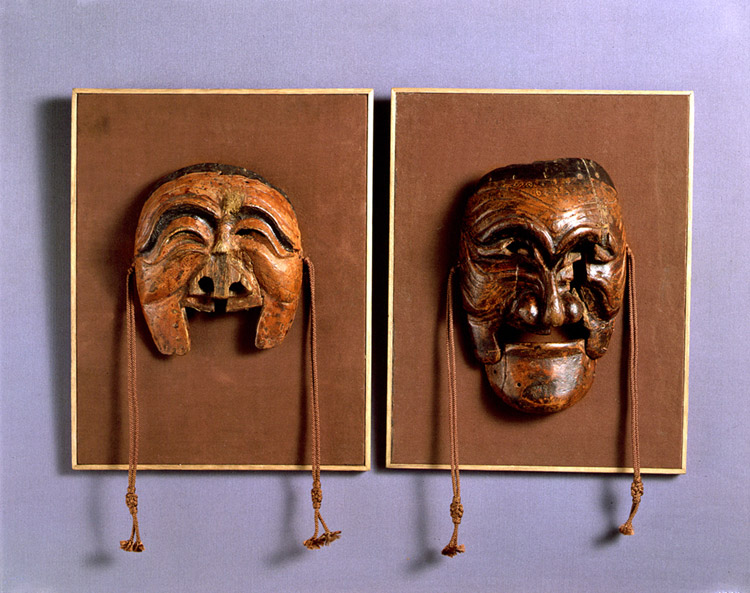
Vieux masques

Le hahoe pyolsin-kut est devenu l'une des formes les plus populaires de t'al nori (talchum), qui sont des masques de danse coréens. Plus d'une douzaine de t'al nori sont encore joués aujourd'hui. Ces sont traditionnellement fabriqués à partir de calebasses et de papier mâché avec du papier de mûrier à papier coréen appelé hanji. Ils sont ensuite peints, laqués et décorés. La plupart des t'al sont brûlés pour exorciser les démons qui habitent les masques pendant et après la représentation. 
Les hahoetal sont sensiblement différents des autres masques coréens en ce qu'ils sont sculptés dans des pièces de bois massif. Historiquement, les hahoetal ont été sculptés dans le bois d'aulne. Ils sont peints selon les besoins et la laque est appliquée deux ou trois fois pour colorer correctement chaque masque. À l'exception de la zone partielle autour du menton, les masques sont sculptés de manière asymétrique afin d'exprimer une expression plus faciale pour renforcer la satire et l'humour du drame, tout en représentant l'aspect facial typique du peuple coréen.
Le regard transforme la forme du masque en raison de sa structure asymétrique de gauche à droite et de haut en bas. L'angle du masque lorsqu'il est présenté au public semble offrir une variété d'expressions, et certains masques ont des mâchoires détachées reliées par une corde ou une ficelle permettant une gamme d'expressions encore plus large. Le changement apparent d'expression est nécessaire pour honorer les situations sociales et la satire de la pièce : l'harmonie dans le manque d'harmonie, la symétrie dans l'asymétrie et la perfection dans l'imperfection. Les hahoetal ne sont pas brûlés après les représentations, mais retournés dans leurs sanctuaires car ils sont considérés comme des objets sacrés. Si quelqu'un veut voir les masques, il doit offrir un rituel aux esprits. Le Hahoe pyolsin-gut a pour fonction d'honorer les divinités locales et obtient donc la permission d'utiliser les masques dans les drames rituels, qui sont ensuite retournés dans leurs sanctuaires en attendant la prochaine cérémonie.

## Les 12 masques du hahoetal

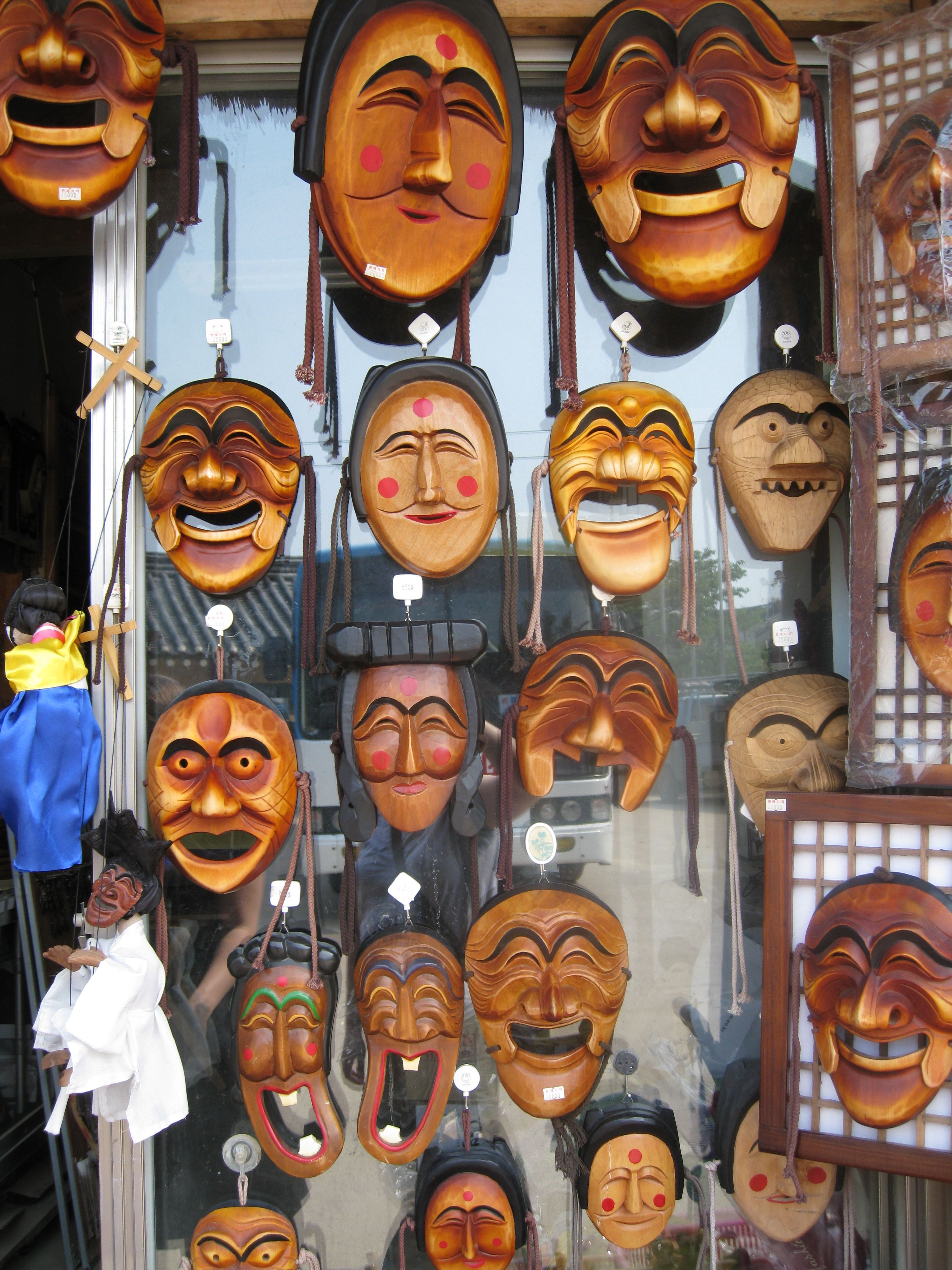
Les masques
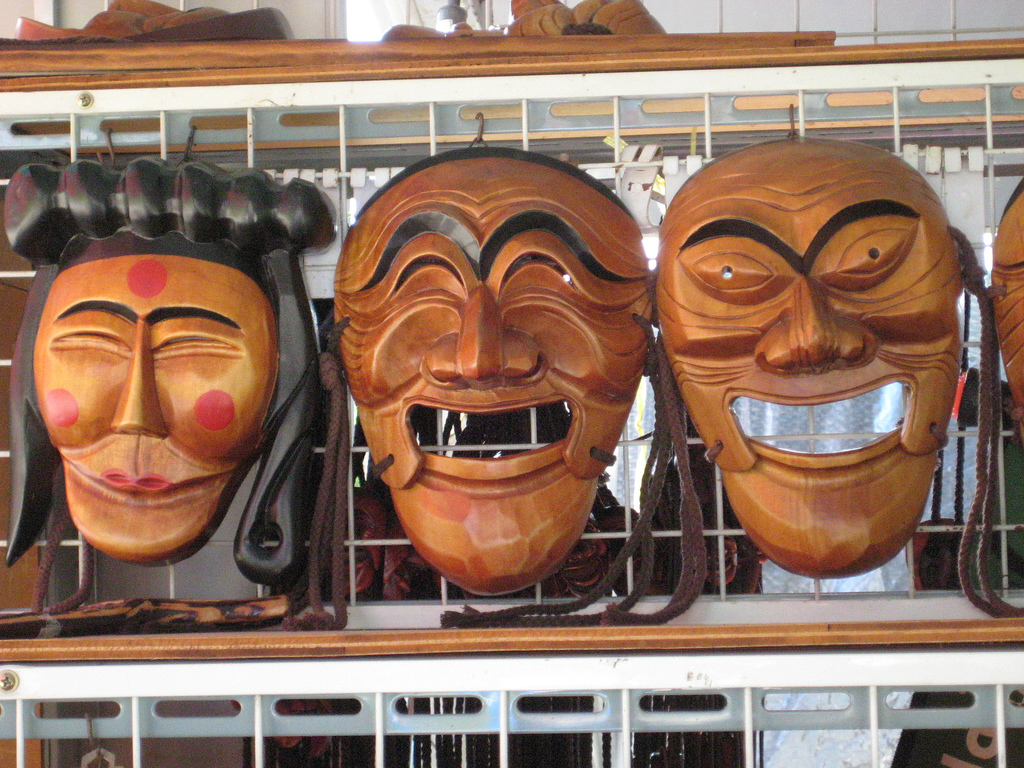
La concubine, l'aristocrate et l'érudit
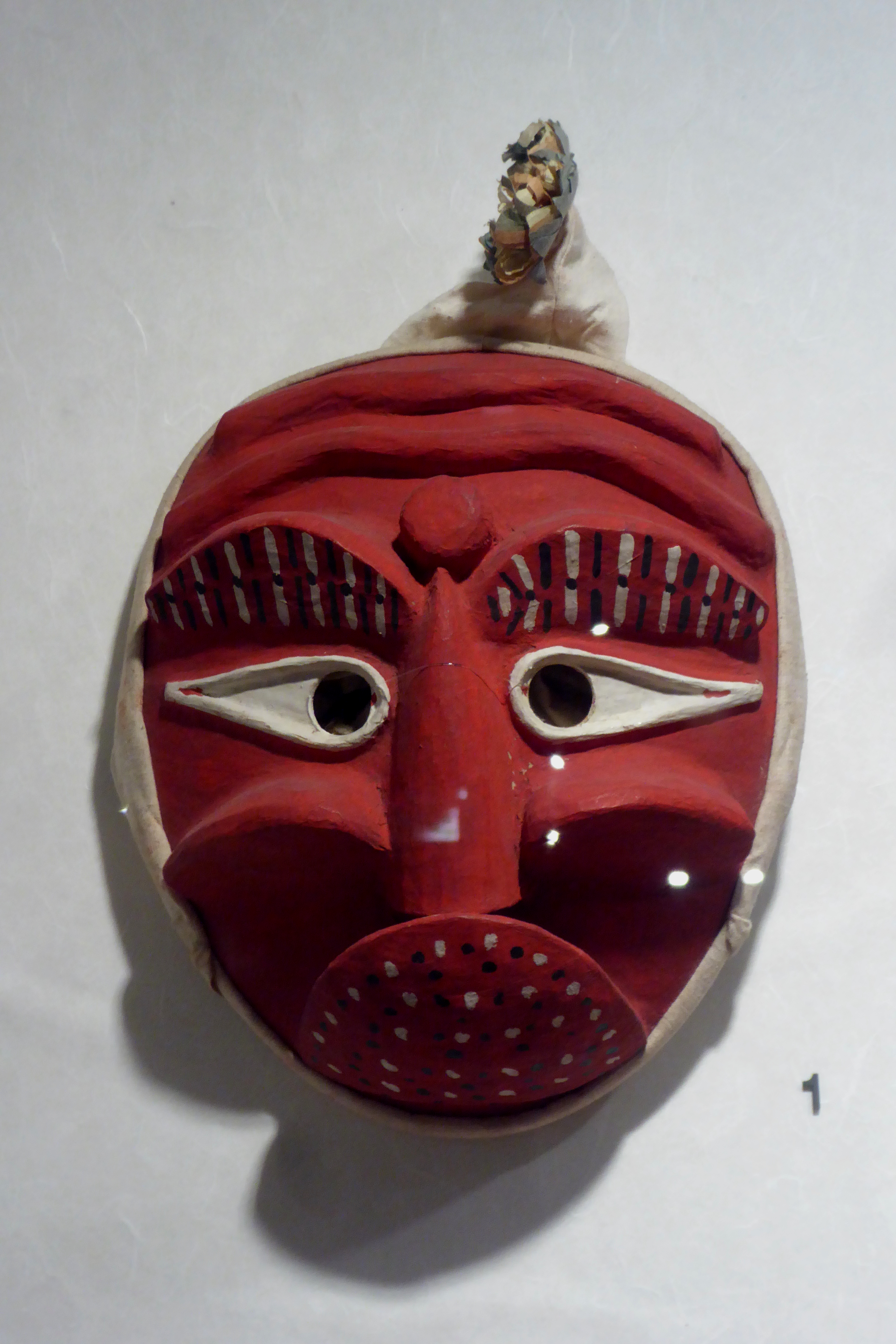
Le moine
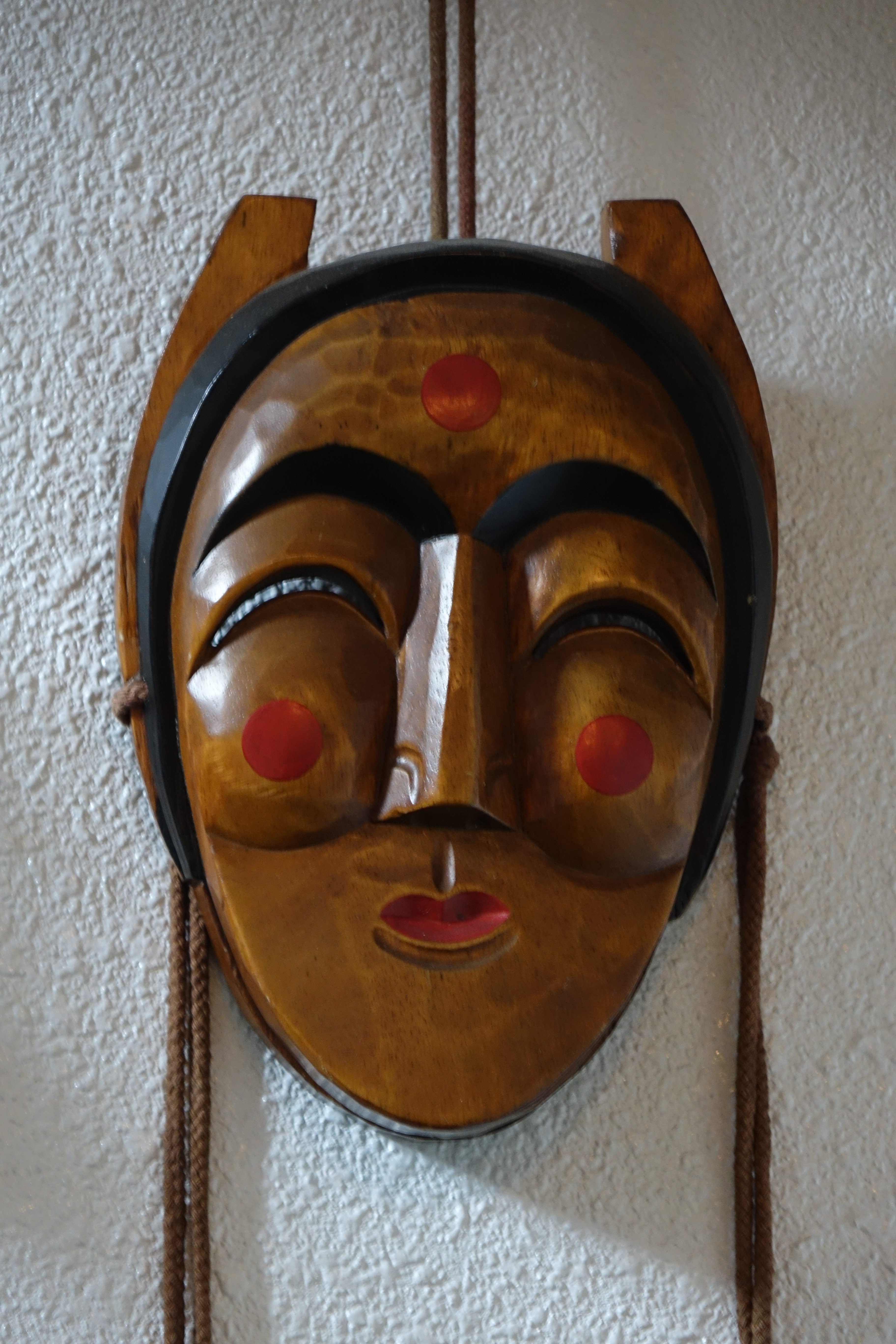
L'épouse
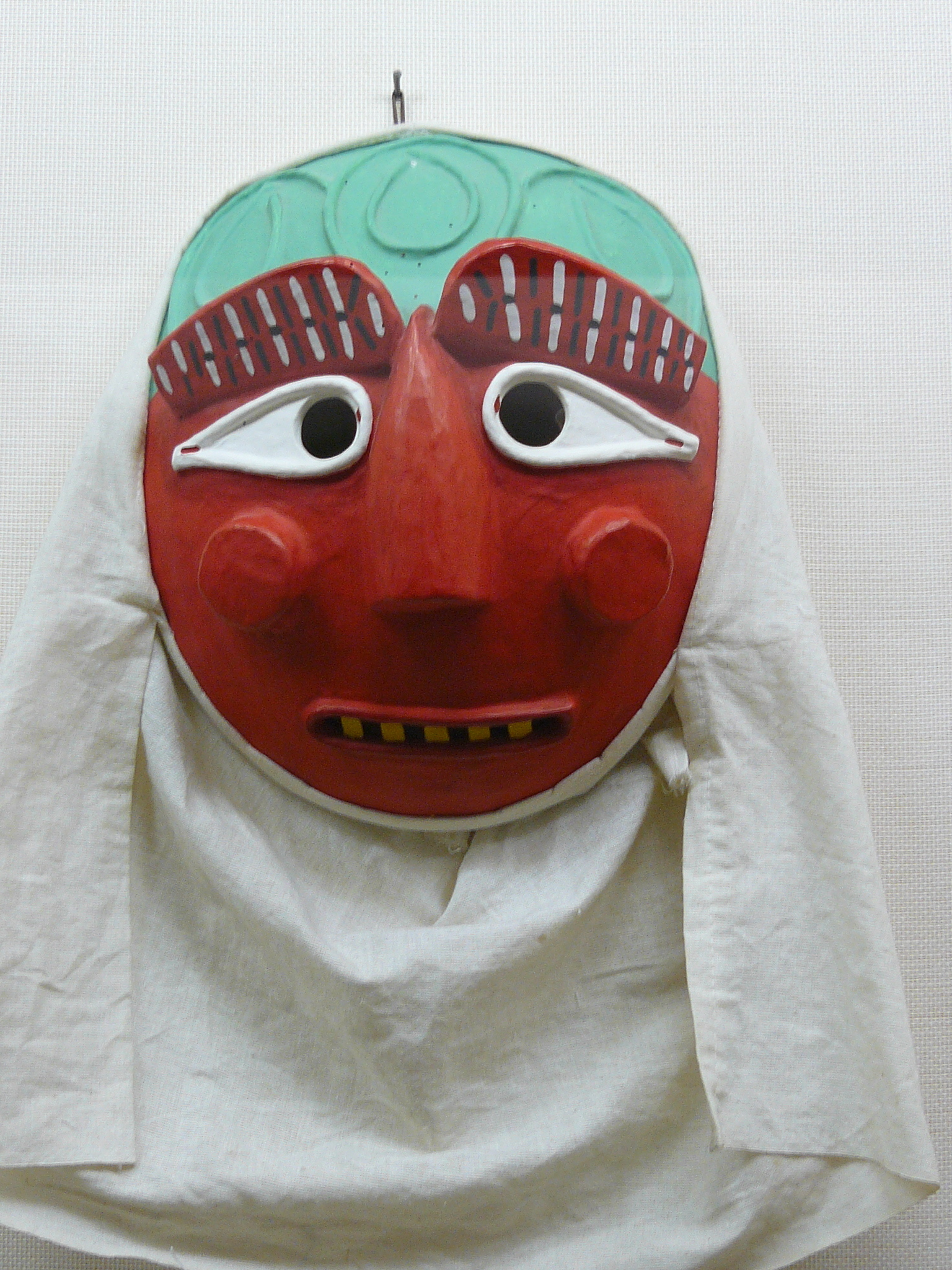
?

Les douze masques du hahoetal représentent les personnages types pour interpréter tous les rôles du hahoe pyolsin-gut. Sur les douze masques originaux, neuf sont conservés et font partie des trésors nationaux de la Corée du Sud. Chaque masque possède un ensemble unique de caractéristiques de conception permettant d'illustrer toute la gamme nécessaire à la représentation de ces personnages de base. Il s'agit de :
- Chuji (les lions ailés). Ces masques représentent deux lions ailés (en) bouddhistes, qui jouent le rôle de protecteurs contre le mal pendant la performance rituelle. Il s'agit de longs ovales ornés de plumes et souvent peints en rouge. Ils ne sont pas portés sur le visage, mais tenus dans les mains des artistes.

- Kaksi (la jeune femme/épouse). Ce masque représente une déesse dans la première pièce du cycle et une jeune mariée dans les épisodes ultérieurs. Ce masque a une bouche fermée et des yeux fermés et baissés, indiquant qu'elle est à la fois timide et silencieuse. Ses yeux ne sont pas symétriques, et le masque est sculpté et peint pour avoir de longs cheveux noirs. Le masque est construit à partir d'une seule pièce de bois massif.

- Chung (le moine bouddhiste). Les moines détenaient beaucoup de pouvoir et d'influence, et étaient donc susceptibles d'être corrompus, cupides et moqués par les classes inférieures. Chung est donc dépeint comme un personnage débauché et glouton dans les pièces. La bouche du masque est une pièce séparée du haut et attachée avec des ficelles, permettant le mouvement pour représenter le rire. Les yeux sont étroits et une petite bosse en forme de corne se trouve sur le front. Le masque est souvent peint en rouge pour représenter l'âge mûr.

- Yangban (l'aristocrate). Le personnage ayant le plus de pouvoir, et donc l'objet de moqueries extrêmes dans les pièces. Les yeux sont peints fermés, avec des sourcils sombres et profonds et des rides qui les entourent. Le menton est une pièce séparée du haut du masque, et les acteurs peuvent se pencher en avant et en arrière pour faire sourire ou froncer les sourcils selon les besoins.

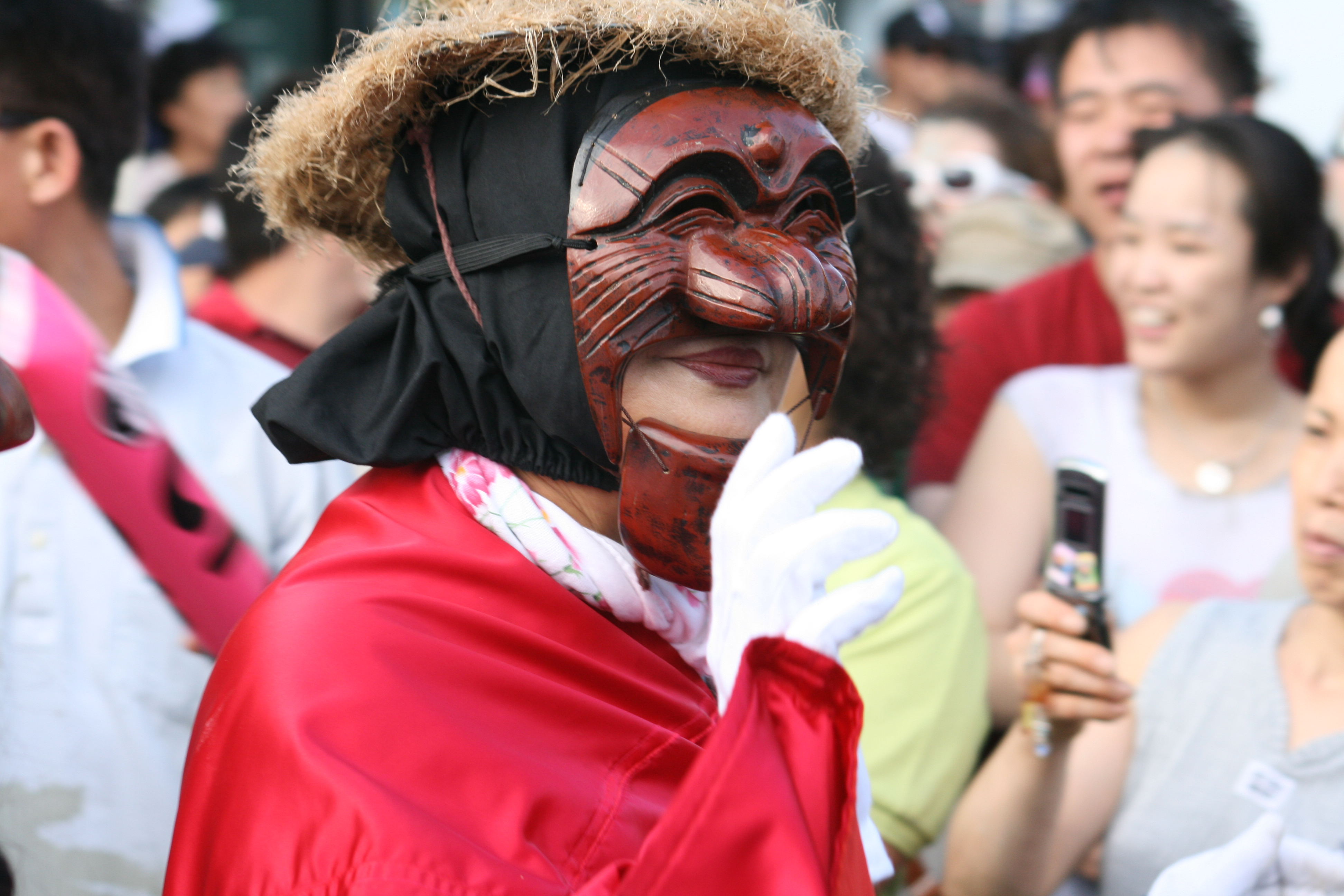
Le moineà la Fête de la boue de Boryeong.

- Ch'oraengi (le serviteur de l'aristocrate). Le fou sage, ce personnage se moque et ridiculise son maître, fournissant une grande partie de la comédie des pièces. Il a une bouche tordue où l'on voit ses dents pointues et des yeux globuleux placés dans une orbite profonde avec un sourcil foncé massif. L'expression du masque montre l'entêtement, la colère et une nature espiègle et indiscrète.

- Sonpi (le professeur/écolier). Autre personnage au statut social élevé, le masque a des narines évasées et des pommettes bien marquées pour montrer un air de désapprobation, de vanité et de dédain. Le masque est plus large dans sa partie supérieure et se termine presque en pointe au niveau du menton pour représenter et se moquer du gros cerveau de l'érudit qui sait tout. Le masque a une mâchoire séparée attachée par une corde ou un cordon.

- Imae (le serviteur de l'érudit). Ce personnage est dépeint comme un fou joyeux, avec des yeux baissés pour exprimer la bêtise et la naïveté. Le front et les joues sont inclinés et il y a de nombreuses rides autour du visage et des yeux. C'est le seul masque sans menton.

- Punae/Bune (la concubine). Punae est un personnage effronté et sexuel, apparaissant dans les pièces comme la concubine du savant ou de l'aristocrate. Le masque est symétrique et fait d'une seule pièce de bois massif. Elle a une très petite bouche avec des lèvres, des joues et un front rouges et rugueux. Ses yeux sont fermés et elle a un air général de bonheur et de bonne humeur. Le masque est construit avec des cheveux noirs peints sur le dessus de sa tête et deux cordes qui pendent sur les côtés du masque.

- Paekjung (le boucher). Le masque a des yeux étroits et une mâchoire séparée, ce qui permet au masque d'avoir un sourire diabolique lorsque l'acteur se penche en avant, et d'avoir l'air d'avoir un rire maniaque lorsqu'il se penche en arrière. Les cheveux et les sourcils sont peints en noir et le masque est couvert de rides. Le front est incliné pour représenter une nature de mauvaise humeur.

- Halmi (la vieille femme). Le masque a de larges yeux ronds et une bouche ouverte, tous deux entourés de rides. Le front et le menton sont tous deux pointus pour représenter un personnage sans les bénédictions du ciel ou la promesse d'une bonne fortune plus tard dans la vie. Le masque est une pièce de bois massif.

- Ttoktari (le vieil homme). Ce masque est perdu.

- Pyolch'ae (le fonctionnaire/collecteur d'impôts). Ce masque est perdu.

- Ch'ongkak (le célibataire). Ce masque est perdu.

## Hahoe pyolsin-gut et T'al nori en représentation

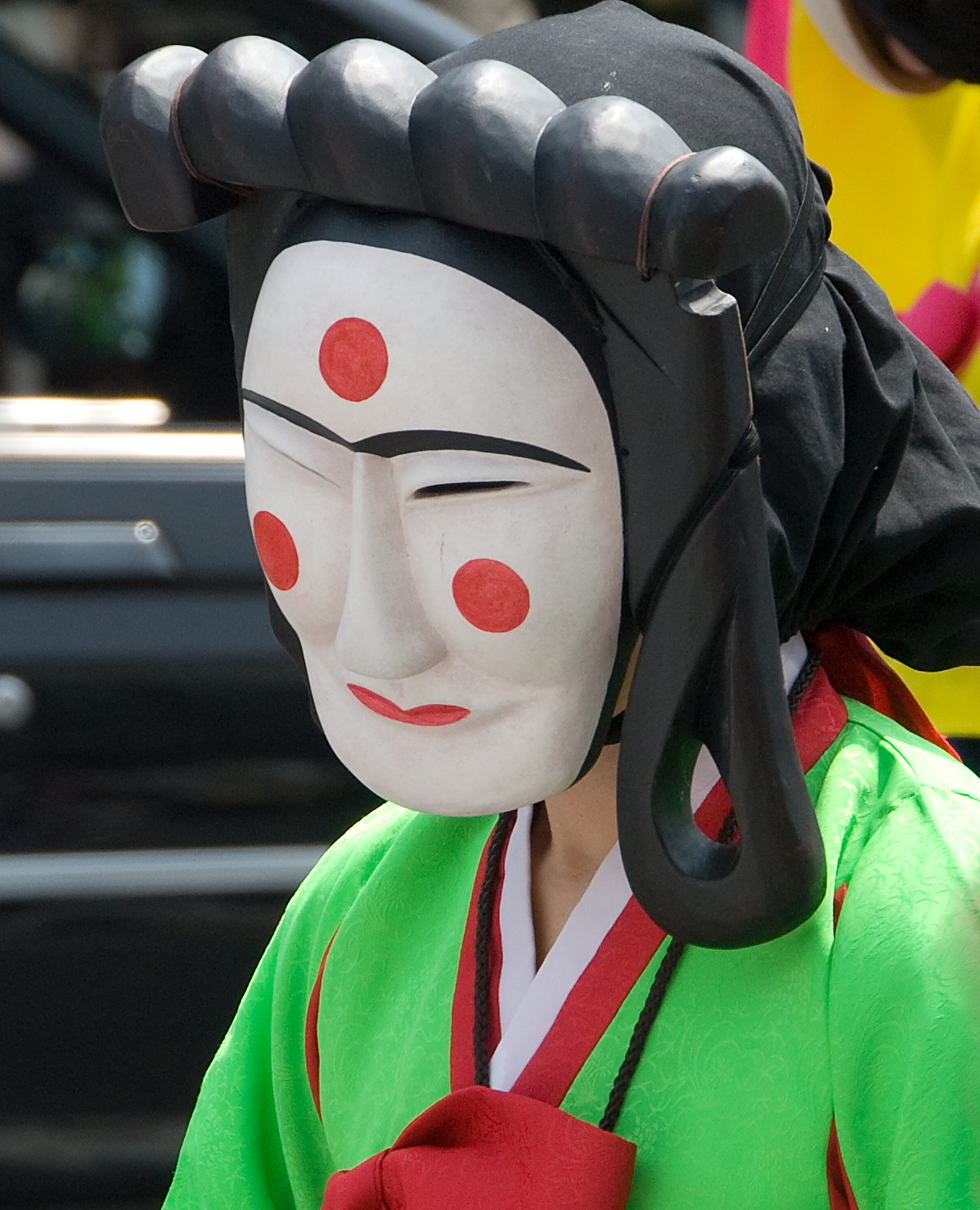
La concubine

La cérémonie hahoe pyolsin-gut avait pour fonction d'honorer les divinités locales et d'accomplir les rites d'exorcisme sur les mauvais esprits, apportant ainsi la prospérité au village. Au-delà des fonctions chamaniques originelles, les pièces de théâtre offraient une occasion pour les classes inférieures opprimées de se rassembler et de se moquer de la classe dirigeante Yangban. L'humour était basique et lubrique, surtout pour l'éthique des Yangban, offrant un divertissement carnavalesque pour les masses. Le T'al nori abordait généralement trois thèmes : l'hypocrisie et la cupidité de la classe dirigeante, le comportement lubrique des moines et les serviteurs qui se plaignaient de l'étroitesse d'esprit de leurs maîtres.
Les t'al nori commencent par une danse suivie d'une cérémonie honorant la divinité hôte qui a protégé ce village. Une fois la cérémonie accomplie, des pièces de théâtre sont jouées. Les danses terminaient également la célébration, encadrant les pièces qui pouvaient être jouées dans n'importe quel ordre. Les acrobates étaient également souvent mis en scène entre les chapitres du cycle de pièces. La plupart des représentations de t'al nori comprenaient un épisode avec Yangban, un épisode avec une vieille femme et un avec un moine, mais elles variaient beaucoup d'un village à l'autre. Les représentations n'avaient pas besoin d'une scène formelle, mais pouvaient se dérouler n'importe où, dans la mesure où l'on disposait d'un espace suffisant pour accueillir un orchestre, un vestiaire pour les acteurs, un espace pour la représentation et un endroit pour le public. Les représentations avaient le plus souvent lieu dans les cours des villages, devant l'autel de la divinité locale qui protégeait le village, appelé songangdae. Dans les villes plus importantes, les représentations étaient souvent organisées au pied des collines pour permettre au public d'avoir une vue ratissée, et certaines des plus grandes villes construisaient des scènes formelles temporaires pour les représentations.
Un petit orchestre accompagne les représentations, fournissant les différents rythmes et mélodies nécessaires à l'exécution des danses dans les pièces. La percussion est traditionnellement assurée par le janggu, un tambour en forme de sablier, et diverses versions du buk, un tambour coréen en bois dont les deux extrémités sont dépouillées. Un kkwaenggwari (en), ou petit gong plat tenu à la main, est également utilisé tout au long du spectacle. La mélodie est traditionnellement assurée par le daegum, qui est une grande flûte en bambou, et le piri, qui est un grand hautbois à anche double également fabriqué en bambou. Le haegeum, qui est une sorte de violon à double corde, complète le groupe. Les rythmes et le tempo de la bande correspondent au statut ou aux actions des personnages et servent de base aux danses formelles. Par exemple, les rythmes et les mélodies lents montrent et accompagnent l'élégance, tandis que la musique rapide souligne les pitreries comiques ou l'excitation.

## Les épisodes du Pyolshin-gut t'al nori

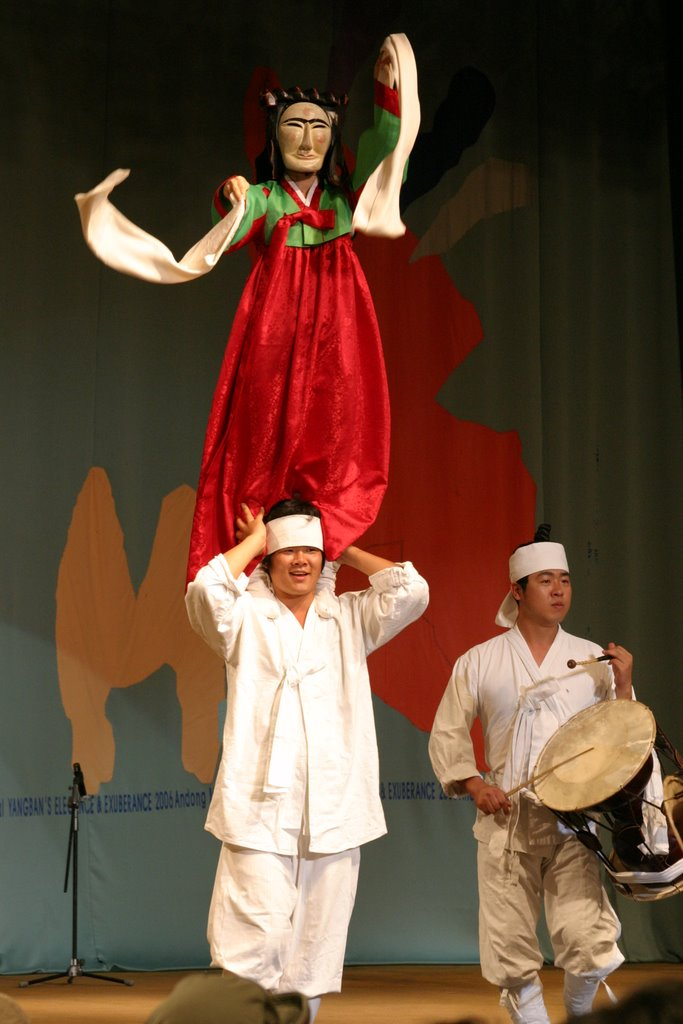
La concubine est portée

Lorsque la cérémonie Pyolshin-gut t'al nori est accomplie dans son intégralité, elle se compose de dix "épisodes". Ce sont :
- Rituels d'ouverture/Épisode Piggyback : La cérémonie commence par l'érection d'un mât de 40 à 50 pieds en l'honneur de la divinité tutélaire du village. Le poteau est composé de cinq pièces de tissu aux couleurs vives et d'une cloche à son sommet. Un deuxième poteau, plus petit, est construit pour la divinité du site d'origine, avec également cinq pièces de tissu au sommet. Les villageois et le public prient alors pour que les dieux descendent et bénissent la cérémonie, et la cloche au sommet du grand mât sonne pour signifier leur approbation. Les villageois lancent ensuite des vêtements sur les poteaux, en essayant qu'ils se drapent sur eux. Une réussite leur assurerait des bénédictions personnelles de prospérité. Le maître de cérémonie et les artistes commencent alors à marcher vers le lieu du spectacle, suivis par le public, en jouant de la musique et en dansant tout au long du chemin. L'artiste portant le masque de la mariée Kaksi est portée jusqu'au lieu de la représentation, car elle représente la divinité de la jeune fille selon la légende des masques, et les divinités ne peuvent pas toucher le sol. Cette action lui vaut la bénédiction de la divinité pour le déroulement du spectacle.

- La danse des lions ailés : Deux artistes portent les masques Chuji et dansent autour de l'espace de jeu, ouvrant et fermant bruyamment la bouche des masques. Le but de cette danse est d'assurer la sécurité de l'espace de jeu et des acteurs en expulsant les mauvais esprits et les animaux démoniaques, qui seraient effrayés par les lions ailés. Une fois la danse terminée, la scène est purifiée.

- L'épisode du boucher : Paekjung, le boucher, danse et nargue le public. Il tue un taureau et essaie ensuite de vendre le cœur et d'autres organes au public. Le public refuse et il montre sa frustration face au manque de succès de la vente des organes en faisant des crises de colère et en criant sur le public. Il relève ensuite le niveau en faisant une tentative énergique de vendre les testicules du taureau. Il court à travers le public en essayant désespérément de terminer sa tâche.

- L'épisode de la vieille veuve : Halmi, la vieille femme, raconte qu'elle a perdu son mari le lendemain de leur mariage et exprime son chagrin d'être veuve depuis l'âge de quinze ans. Elle chante une chanson sur son métier à tisser pour raconter son histoire.

- L'épisode du moine corrompu : Chung, le moine bouddhiste, regarde Punae/Bune danser sur la scène. Elle urine ensuite sur le sol, Chung ramasse la terre mouillée, la sent et est instantanément pris de désir. Les deux hommes se livrent à une danse lascive - sous le regard de Sonpi et Yangban, sans le savoir. Ils s'enfuient ensuite ensemble, à la désapprobation de l'érudit, de l'aristocrate et de leurs serviteurs.

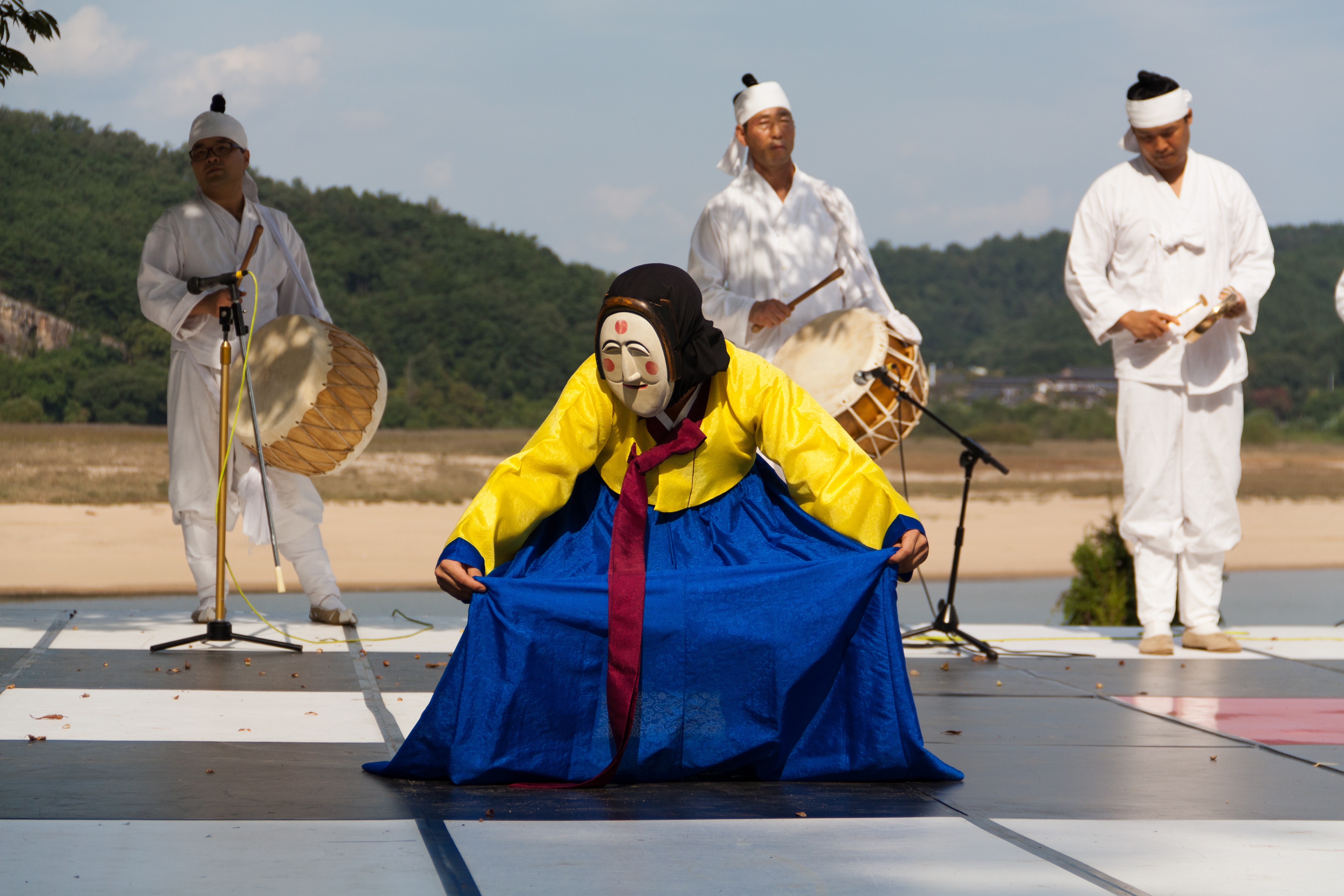
La concubine

- Épisode "L'aristocrate et l'érudit" : Sonpi, l'érudit, et Yangban, l'aristocrate, se disputent sur leur désir commun pour Punae/Bune, la concubine. Ils discutent de leur valeur, citant des exemples de leur éducation et de leur désir, puis rivalisent pour acheter les testicules de taureau au boucher en signe de virilité pour gagner l'affection de Punae. Les trois s'entendent à l'amiable et dansent tous ensemble. Leurs serviteurs, Ch'oraengi et Imae, se moquent de leurs actions directement devant le public. Lorsqu'ils entendent les moqueries et le dédain exprimés par les serviteurs qui leur annoncent également l'arrivée du percepteur, Yangban, Sonpi et Punae se dispersent.

- L'épisode du mariage : Les villageois rivalisent pour offrir au couple leur tapis personnel qui sera utilisé pour leur nuit de noces. On croit que quiconque réussit à ajouter sa natte à la pile sera béni par la prospérité. Une petite cérémonie de mariage est ensuite célébrée sur une collection de nattes empilées à partir des offrandes du public.

- La nuit de noces/la chambre nuptiale : Ch'ongkak, le célibataire, enlève cérémonieusement la robe de Kaksi et ils s'allongent ensemble sur leur pile de nattes de mariage, jouant la consommation de leur mariage. Ensuite, le couple s'endort et Chung saute d'un coffre en bois et assassine Ch'ongkak. Cette scène est jouée à minuit et, en raison de sa nature graphique, il était interdit aux femmes et aux enfants d'y assister.

## Aujourd'hui

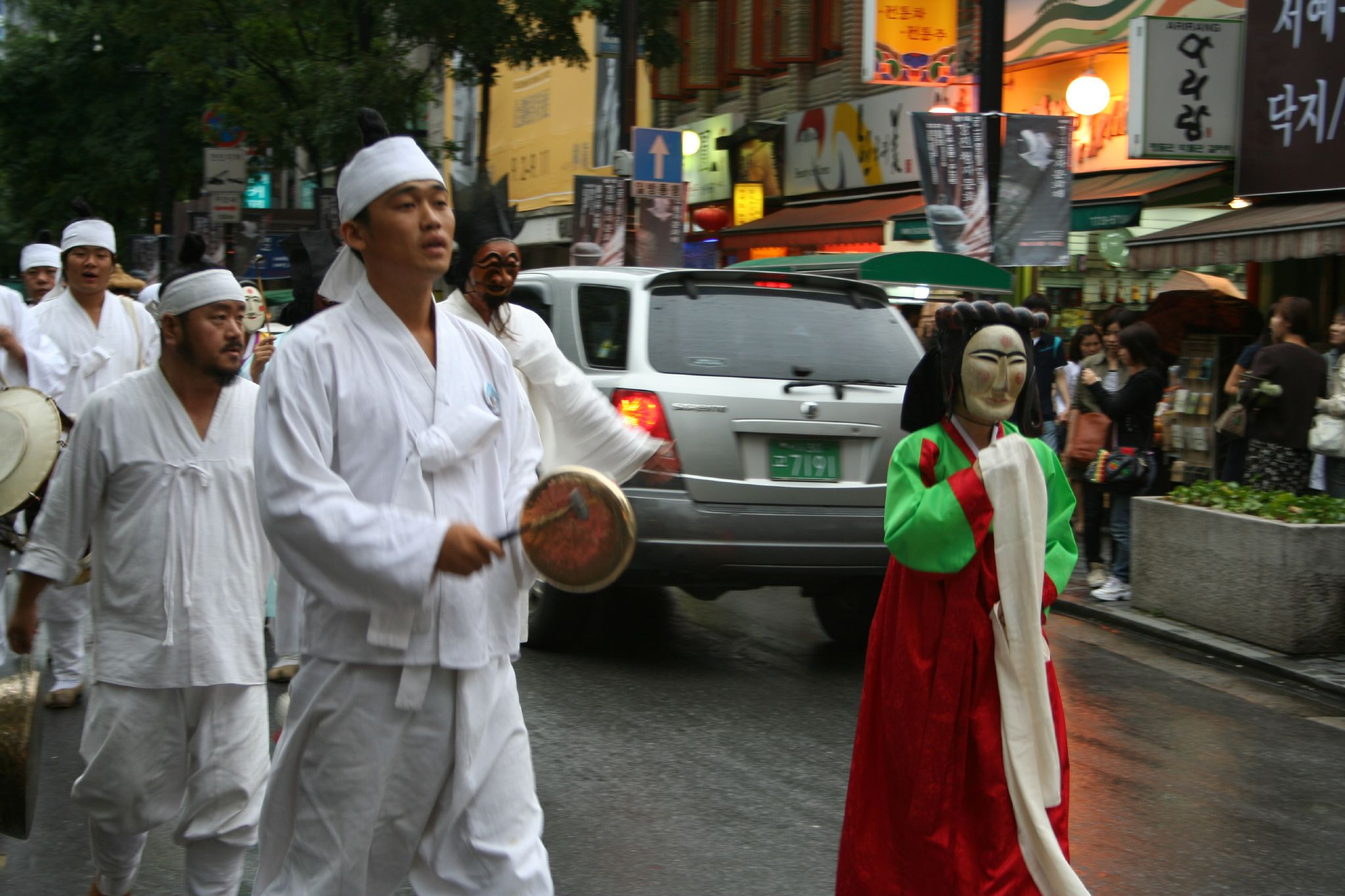
Dans la rue

La cérémonie du pyolsin-kut de Hahoe cessa d'être exécutée dans le village de Hahoe en 1928 en raison des exigences de l'occupant japonais. Sous la direction de Maître Han-sang Ryoo, la Société de préservation du drame de la danse du masque de Hahoe a rassemblé tous les manuscrits existants pour la cérémonie et, de 1974 à 1975, a recréé méticuleusement la performance rituelle. La société continue à présenter les danses au niveau national et international, ainsi qu'à former et à transmettre les traditions aux jeunes générations. Une version de six pièces est présentée la plupart des week-ends dans le village Hahoe pour les habitants et les touristes, et la version complète est présentée chaque année. Le festival de danse masquée d'Andong a lieu chaque année dans la ville d'Andong, dans la province du Gyeongsang du Nord, en Corée du Sud, dont le village de Hahoe fait partie. Débutant fin septembre et se déroulant sur une semaine, il propose des spectacles de nombreuses compagnies de danse de masques coréennes et internationales, ainsi que des concours, des pièces de théâtre, des ateliers de fabrication de masques et des concerts, pour ne citer que quelques-unes des attractions proposées. Il fait partie du festival des arts folkloriques coréens, qui a fêté son 45e anniversaire en 2016.

## Sources
- Cho, Oh-kon (1998). Traditional Korean Theater. Berkeley, California: Asian Humanities Press  (ISBN 0-89581-876-0).
- Jang, Mikyung (2013). "Analytical Psychological Meaning of Masks in the Hahoe Pyolshin Gut Tal (Mask) Play Dance in Korea". Journal of Symbols & Sandplay Therapy. 4 (1): 16–20. doi:10.12964/jsst.130003
- The Korea Times, Hahoe Mask Dance Drama, 3 décembre 2009
- Saeji, Cedarbough T (2012). "The Bawdy, Brawling, Boisterous World of Korean Mask Dance Dramas". Cross-Currents: East Asian History and Culture Review. 1 (2): 439–468. doi:10.1353/ach.2012.0020
- Lee, Youngkhill (1995). "Talch'um: Searching for the meaning of play". Journal of Physical Education, Recreation & Dance. 66 (8): 28–31. doi:10.1080/07303084.1995.10607136
- A Study of Performativity in Korean Mask-Dance Theatre". Journal of Korean Theatre Studies Association. null(42), p. 5-27.